# Rodgersia sambucifolia
Rodgersia sambucifolia är en stenbräckeväxtart som beskrevs av William Botting Hemsley. Rodgersia sambucifolia ingår i släktet rodgersior, och familjen stenbräckeväxter. Utöver nominatformen finns också underarten R. s. estrigosa.